# Sabri Lamouchi
Sabri Lamouchi (Lyon, 1971. november 9. –) francia válogatott labdarúgó, 2012 és 2014 között az elefántcsontparti válogatott szövetségi kapitánya volt. 2014 és 2017 között az azóta megszűnt katari El-Dzsais vezetőedzője volt.

## Sikerek

### Játékosként
AJ Auxerre
- Francia bajnok (1): 1995–96
- Francia kupagyőztes (1): 1995–96

AS Monaco
- Francia bajnok (1): 1999–00

Parma
- Olasz kupagyőztes (1): 2001–02

## Edzői statisztika
2023. május 8-án lett frissítve.
| Csapat            | Nemzet           | –tól               | –ig                | Mérkőzések | Mérkőzések | Mérkőzések | Mérkőzések | Mérkőzések |
| Csapat            | Nemzet           | –tól               | –ig                | M          | Gy         | V          | D          | Gy %       |
| ----------------- | ---------------- | ------------------ | ------------------ | ---------- | ---------- | ---------- | ---------- | ---------- |
| Elefántcsontpart  | Elefántcsontpart | 2012. május 28.    | 2014. június 25.   | 28         | 14         | 7          | 7          | 50,0       |
| El-Dzsais         | Katar            | 2014. december 27. | 2017. július 1.    | 92         | 50         | 16         | 26         | 54,3       |
| Stade Rennais     | Franciaország    | 2017. november 8.  | 2018. december 3.  | 50         | 19         | 13         | 18         | 38,0       |
| Nottingham Forest | Anglia           | 2019. június 28.   | 2020. október 6.   | 55         | 20         | 16         | 19         | 36,4       |
| ed-Duhaíl         | Katar            | 2020. október 14.  | 2021. augusztus 9. | 37         | 21         | 5          | 11         | 56,8       |
| Cardiff City      | Anglia           | 2023. január 27.   | 2023. május 16.    | 18         | 6          | 2          | 10         | 33,3       |
| Összesen          | Összesen         | Összesen           | Összesen           | 280        | 130        | 59         | 91         | 46,4       |

## Fordítás
Ez a szócikk részben vagy egészben  a   Sabri Lamouchi című angol Wikipédia-szócikk fordításán alapul.  Az eredeti cikk szerkesztőit annak laptörténete sorolja fel. Ez a jelzés csupán a megfogalmazás eredetét és a szerzői jogokat jelzi, nem szolgál a cikkben szereplő információk forrásmegjelöléseként.